# Джакели

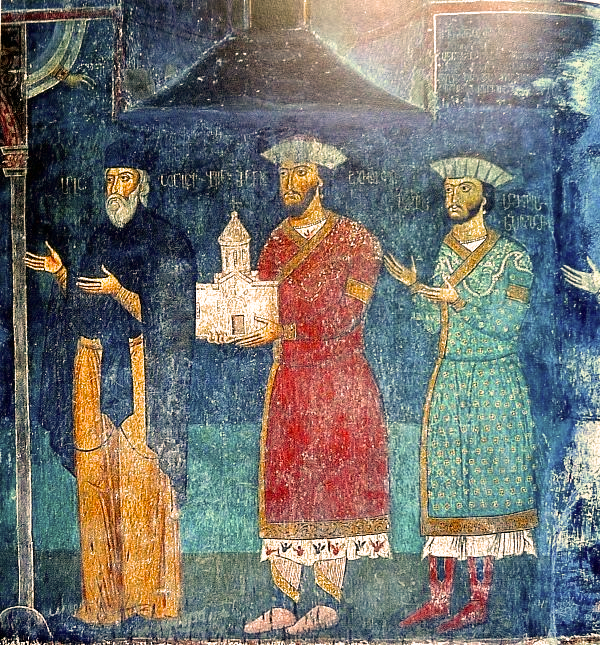
Ктиторский портрет Джакели на стене Сапарского храма. Слева направо изображены: Саргис I, Бека I и Саргис II (конец XIII — начало XIV веков).

Джакели (груз. ჯაყელი) — грузинские князья (мтавари) и крупные феодалы из дома Чорчанели с почётным титулом атабега, которые на протяжении пятисот лет (с XII по XVII века) являлись наиболее мощной политической силой Южной Грузии.
Родовой замок Джаки стоял на Джакисцкали — левом притоке Куры (ныне в Турции). С конца IX века центрами их владений являлись Ахалцихе и Пософ (на турецкой стороне границы). В XI—XII веках Джакели регулярно конфликтовали с грузинскими царями династии Багратиони, пока царица Тамара не сломила наконец их сопротивление и не передала их владения другой ветви дома Чорчанели, родом из Цихисджвари. Последний представитель первой династии Джакели погиб, защищая Тбилиси от Джелал ад-Дина в 1226 году.
После монгольского нашествия самцхийские эриставы воспользовались политической неразберихой и подались на сторону монгольских ильханов. При их поддержке они увеличили своё влияние и прирастили свои владения (по выражению БСЭ, «стали мтаварами всей Южной Грузии»). В XIII—XV веках Джакели не раз вступали в браки с представителями царского дома Грузии. Дочерью одного из мтаваров была супруга трапезундского императора Алексея II.
В 1334 году царь Георгий V наделил своего дядю по матери — Саргиса II из рода Джакели — титулом атабега, который его потомки носили до XVII столетия. Соответственно, и их княжество Самцхе стало именоваться «атабегским» (Самцхе-Саатабаго). Сепаратистские устремления атабегов сыграли не последнюю роль в распаде централизованного грузинского государства в 1490 году.
В 1578 году Самцхе-Саатабаго было оккупировано войсками султана. Джакели на первых порах возглавили сопротивление захватчикам, но затем перешли на их сторону и первыми из крупных грузинских феодалов приняли ислам. В Османской империи они вплоть до прихода русских в 1829 году (Ахалцихское сражение) находились на положении наследственных пашей. О судьбе подданных атабегов после аннексии южногрузинских земель Россией см. месхетинцы.

## Князья Самцхе

### Мтавары Самцхе
- 1268—1285: Саргис I, сын эристава Беки
- 1285—1306: Бека I, его сын
- 1306—1334: Саргис I, его сын (с 1334 — 1-й атабаг Самцхе)

### Атабаги Самцхе
- 1334—1361: Кваркваре I, его сын
- 1361—1391: Бека II, его сын
- 1391—1444: Иванэ, его сын
- 1444—1451: Агбуга, его сын
- 1451—1466: Кваркваре II, сын Беки II
- 1466—1475: Баадур, его сын
- 1475—1487: Манучар I, сын Кваркваре II
- 1487—1500: Кваркваре III, сын Агбуги
- 1500—1502: Кайхосро I, его сын
- 1502—1516: Мзечабук, его сын
- 1516—1535: Кваркваре IV, его сын
- 1535—1573: Кайхосро II, его сын
- 1573—1582: Кваркваре V, его сын
- 1582—1614: Манучар II, его брат
- 1614—1625: Манучар III, его сын

### Санджакбеи Ахалцихе

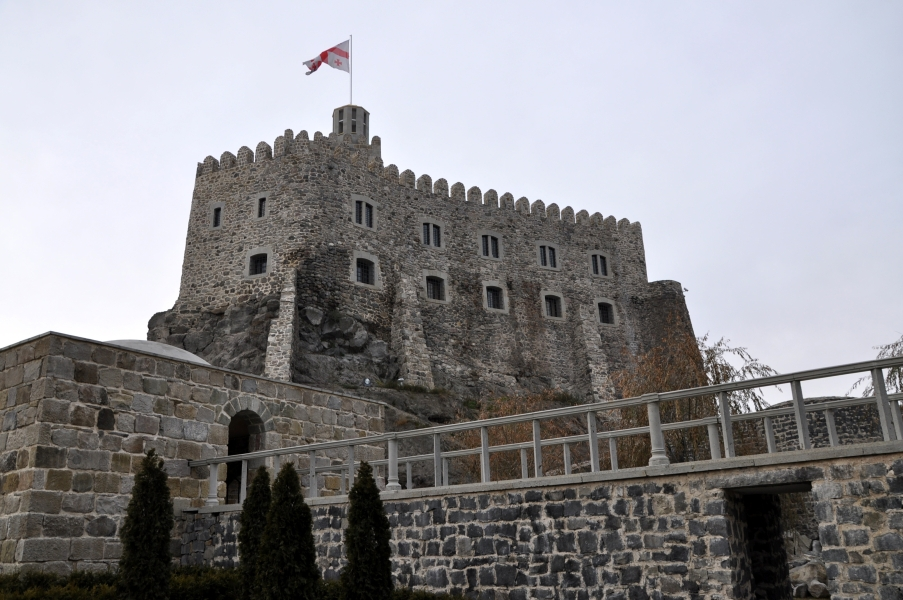
Реконструированный замок Джакели в Ахалцихе

- 1625—1635: Сафар-паша, сын Кайхосро II
- 1635—1647: Юсуп-паша I, его сын
- 1647—1659: Ростом-паша, его сын
- 1659—1677 (или 1659—1679): Аслан-паша I, его сын
- 1677—1690 (или 1680—1690): Юсуп-паша II, его сын
- 1690—1701: Салим-паша, его брат
- 1701—1705, 1708—1716 и 1718—1737 (или 1701—1741): Исак-паша, его племянник (сын Юсуп-паши II)
- 1705—1708 и 1716—1718: Аслан-паша II, его двоюродный брат (сын Салим-паши)
- 1737—1744 (или 1741—1747): Юсуп-паша III, его двоюродный племянник (сын Исак-паши)
- 1747—1758: Хаджи-Ахмад-паша
- 1758—1759 и 1761—1767: Хасан-паша
- 1759—1761: Ибрагим-паша
- 1767—1791: Сулейман-паша
- 1791—1792: Исхак-паша
- 1792—1796, 1801—1802 и 1810—1812: Шериф-паша
- 1796—1797: Юсуф-паша
- 1797—1801: Сабуд Мехмед-паша
- 1802—1803: Раджаб-паша
- 1803—1810 и 1812—1815  : Селим-паша
- 1815—1817: Мамед Рашидбек-паша
- 1817—1818: Лутфила Али-паша
- 1818—1819: Хафиз Али-паша
- 1819—1821: Шахан Али-паша
- 1821—1824: Ичело Ахмед-паша
- 1824—1825: Салех-паша
- 1825—1826: Осман-паша
- 1826—1827: Реджеб-паша
- 1827—1828: Исмаил-паша
- 1828—1829: Ахмед-паша